# Hans Rohde (Fußballspieler)
Hans Heinrich „Bubi“ Rohde (* 7. Dezember 1914 in Hamburg; † 2. Dezember 1979 ebenda) war ein deutscher Fußballspieler und Trainer. Von 1922 bis 1951 verbrachte er seine gesamte Spielerlaufbahn bei seinem Heimatverein Eimsbütteler TV. Er gewann mit den Rot-Weißen in der Gauliga Nordmark drei Mal in Folge von 1934 bis 1936 und zusätzlich noch in den Jahren 1940 und 1942 die Meisterschaft. Von 1936 bis 1942 absolvierte er in der Fußballnationalmannschaft 25 Länderspiele. Mit der Nordmark-Auswahl gewann er 1938 den Reichsbundpokal.

## Laufbahn

### Verein, bis 1951
Der meistens in der Abwehr (als Mittelläufer oder „Stopper“) eingesetzte Dauerläufer trug zu Recht seinen Spitznamen „Der Eiserne“. Er war quasi der Inbegriff konsequenter Deckungsarbeit. Seine Eltern betrieben nahe dem Tribünensportplatz Hoheluft in Eimsbüttel einen Gemüseladen. Er debütierte zusammen mit Herbert Panse und Willi Schindowski 1933 in der ersten Mannschaft des ETV. Mit Trainer Walter Risse sen. wurde die Dominanz des Hamburger SV unterbrochen und auch die Mitspieler Panse, Otto Rohwedder und Erwin Stührk wurden in der Nationalmannschaft berücksichtigt. Einer der Höhepunkte in den Derbys gegen die Rautenträger vom HSV war der 8:3-Heimsieg am 2. Dezember 1934, als der junge Hans Rohde noch als rechter Verteidiger im Einsatz war. Beim dritten Meisterschaftsgewinn 1936 setzte er sich mit dem ETV in beiden Ligaspielen gegen die Rothosen des HSV durch, im Heimspiel mit 5:3 und auswärts gar mit einem 7:0 Kantersieg.
In den Endrunden um die deutsche Fußballmeisterschaft ragten die beiden Heimsiege 1934 (3:2) und 1935 (2:1) gegen den FC Schalke 04 heraus. Für Spitzenränge reichte es aber nicht, Niederlagen gegen Benrath, Werder Bremen, Hannover 96 und Viktoria Stolp hinderten jeweils am Einzug in die Halbfinals. Von 1934 bis 1942 absolvierte Rohde 16 Endrundenspiele mit Eimsbüttel.
Als Soldat der Wehrmacht geriet er in sowjetische Kriegsgefangenschaft, aus der er erst Weihnachten 1949 nach Hamburg zurückkehrte. Der ETV spielte zu dieser Zeit in der Fußball-Oberliga Nord und „Der Eiserne“ lief am 19. Februar 1950 bei der 2:4-Niederlage beim VfL Osnabrück als rechter Verteidiger auf. Am 4. und 11. Februar 1951 kamen noch zwei weitere Oberligaeinsätze hinzu. Beim 2:1-Erfolg beim Heimspiel gegen den VfB Oldenburg glückte Rohde sogar am 4. Februar in der 89. Minute der Siegtreffer.
An der Deutschen Sporthochschule in Köln nahm er 1950 erfolgreich unter der Lehrgangsleitung von Sepp Herberger neben den Kollegen Karl-Heinz Heddergott, Fritz Herkenrath, Helmuth Johannsen und Horst Stürze am Trainerkurs zum Fußball-Lehrer teil. Als Trainer war er aktiv – so von 1950 bis 1955 als Verbandstrainer des Schleswig-Holsteinischen Fußballverbands –, beim Hamburger Verband, bei Concordia Hamburg von 1957 bis Januar 1959 in der Oberliga Nord und auch von 1963 bis 1965 bei seinem Heimatverein ETV in der Landesliga Hamburg.

### Auswahlspieler, 1933 bis 1942
Durch die Gaumeisterschaften und die Endrundenspiele mit dem ETV in den Jahren 1934 bis 1936 hatte der zuverlässige Defensivspieler auf sich aufmerksam gemacht. Nach Einsätzen in der Auswahl der Nordmark im Reichsbundpokal – von 1933 bis 1942 kam er auf 21 Spiele – notierte sich auch der DFB den Mann aus Eimsbüttel. Am 27. September 1936, der DFB führte einen Doppelspieltag durch, debütierte er beim Länderspiel der inoffiziellen B-Auswahl in Krefeld gegen Luxemburg als Mittelläufer in der Fußballnationalmannschaft. Er musste sich aber gedulden, am 16. Mai 1937 trat mit einem 8:0-Erfolg gegen Dänemark die legendäre Breslau-Elf auf den Plan. Er gehörte auch nicht dem Aufgebot für die Weltmeisterschaft 1938 in Frankreich an.
Mit der Nordmark setzte er sich aber im Reichsbundpokal des Jahres 1938 mit Siegen gegen Pommern (2:1), Niederrhein (5:3), im Halbfinale gegen Baden (3:0) und im Finale am 6. März 1938 in Erfurt mit 3:1 gegen Südwest durch und war damit wieder im Kreis der Nationalmannschaftsanwärter angelangt. Im erfolgreichen Endspiel hielt die NFV-Defensive mit Walter Warning, Richard Dörfel, Otto Lüdecke, Rohde, Erwin Reinhardt und Erwin Seeler die Südwestangreifer Jakob Eckert und Josef Fath in Schach. Am 29. Januar 1939 – nach über zweijähriger Pause – konnte Rohde unter Reichstrainer Sepp Herberger seine Karriere in der Nationalmannschaft wieder fortsetzen. Beim Länderspiel in Brüssel gegen Belgien (4:1) kam er zu seinem zweiten Länderspieleinsatz. An der Seite von Mittelläufer Ludwig Goldbrunner agierte er als rechter Außenläufer. Danach gehörte er dem festen Stamm der Nationalelf an.
Herausragende Spiele mit der DFB-Auswahl waren in den folgenden vier Jahren die Begegnungen gegen Italien (26. November 1939, 5:2-Sieg in Berlin/Rückspiel am 5. Mai 1940 in Mailand, 2:3-Niederlage) und die zwei erfolgreichen Spiele am 6. April 1941 (7:0-Sieg in Köln) beziehungsweise am 3. Mai 1942 in Budapest mit 5:3 Toren gegen Ungarn. Dazwischen hatte aber auch das Länderspiel am 17. November 1940 gegen Dänemark (1:0) durch den Austragungsort in seiner Heimatstadt Hamburg eine besondere Bedeutung für den Nachfolger von Ludwig Goldbrunner auf der Stopperposition. Auch beim letzten Kriegsländerspiel am 22. November 1942 in Pressburg gegen die Slowakei (5:2-Sieg) war Hans Rohde der Chef der deutschen Defensive. Auch Sepp Herberger fand lobende Worte zu dem ETV-Idol:

„Auf den Hans war stets Verlass. Wenn ich ihm vor dem Spiel sagte, dass ich seinen Gegenspieler 30 Minuten nicht sehen wollte, dann war von dem aber auch nichts zu sehen!“

## Nach der Spielerkarriere
Im Zivilberuf war er zunächst Chauffeur, nach dem Zweiten Weltkrieg Trainer und zuletzt Leiter einer Großtankstelle.
Seine Grabstätte befindet sich auf dem kirchlichen Friedhof Am Diebsteich in Hamburg-Altona.